# Raul (nome)
Raul  è un nome proprio di persona italiano maschile.

## Varianti
- Maschili: Raulo[1], Raoul[1][2][3], Raolo[1], Rao[1]

### Varianti in altre lingue
- Catalano: Raül[4], Raüll[4]
- Francese: Raoul[3]
- Portoghese: Raul[3]
- Romeno: Raul[3]
- Spagnolo: Raúl[3][4]

## Origine e diffusione
La situazione onomastica di questi nomi è piuttosto complessa: "Raul" e "Raoul" sono stati introdotti in Italia nell'Ottocento, principalmente dalla Francia, anche grazie a opere liriche e teatrali come Gli ugonotti di Meyerbeer. Il nome francese Raoul è una contrazione dell'antico nome germanico Radulf; quest'ultimo, attestato anche come Radwulf e imparentato con il nome norreno Ráðúlfr, è composto da radha ("consiglio", "assemblea") e da wulfa ("lupo"), ed è alla radice del moderno nome inglese Ralph. 
Va però notato che nomi foneticamente simili sono attestati in Italia già anticamente, nel XII-XIII secolo, con le forme latine medievali Raulus, Raulo, Rao e Rhao; queste, invece, sono derivate probabilmente da un'abbreviazione di "Radulfo", una forma antiquata di Rodolfo (nome a cui viene talvolta ricondotto anche il francese Raoul).
Ad oggi, il nome si attestato prevalentemente in Italia centro-settentrionale, specialmente in Emilia-Romagna per "Raul" e in Toscana per "Rao", "Raolo", "Raulo" (forme decisamente più rare rispetto alle altre). Riguardo alla pronuncia, è usata prevalentemente quella "italianizzata", con l'accento sulla A, cioè "Ràul", ma si registra anche quella più fedele all'origine francese, ossia "Raùl".

## Onomastico
L'onomastico si può festeggiare il 21 giugno in memoria di san Raoul, detto anche Roils e Ralph, arcivescovo di Bourges, oppure il 30 dicembre, in onore del beato Raoul, monaco cistercense e studente di san Bernardo, fondatore di un'abbazia a Vaucelles.

## Persone

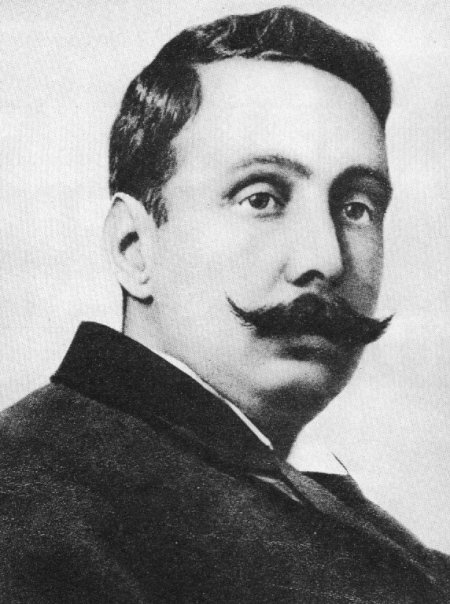
Raul Brandão

- Raul I di Clermont, conte di Clermont
- Raul I di Vermandois detto il Prode o il Guercio, conte di Vermandois e di Valois e Siniscalco di Francia
- Raul Boesel, pilota automobilistico brasiliano
- Raul Brandão, giornalista, scrittore e militare portoghese
- Raul Cortez, attore brasiliano
- Raul Cremona, comico, attore e illusionista italiano
- Raul Gardini, imprenditore italiano
- Raul Hilberg, storico statunitense
- Raul Lunardi, romanziere e poeta italiano
- Raul Meireles, calciatore portoghese
- Raul Montanari, scrittore italiano
- Raul Mordenti, politico e scrittore italiano

### Variante Raúl
- Raúl Albiol, calciatore spagnolo

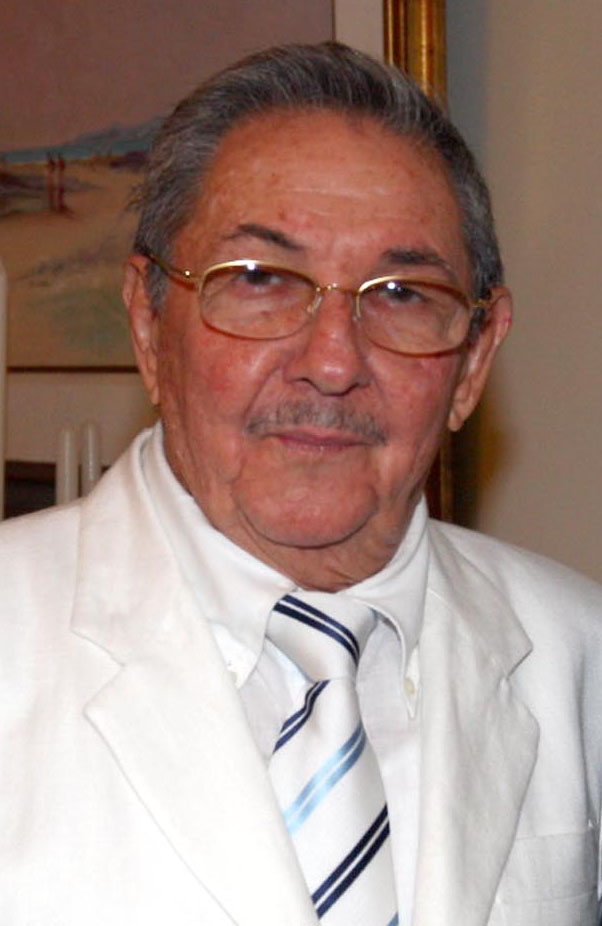
Raúl Castro

- Raúl Alcalá, ciclista su strada messicano
- Raúl Ricardo Alfonsín, politico argentino
- Raúl Isaías Baduel, militare e politico venezuelano
- Raúl Castro, politico cubano
- Raúl Conti, calciatore argentino
- Raúl González Blanco, calciatore spagnolo
- Raúl Juliá, attore portoricano
- Raúl Reyes, politico e guerrigliero colombiano
- Raúl Roa García, politico cubano
- Raúl Ruiz, regista e sceneggiatore cileno

### Variante Raoul

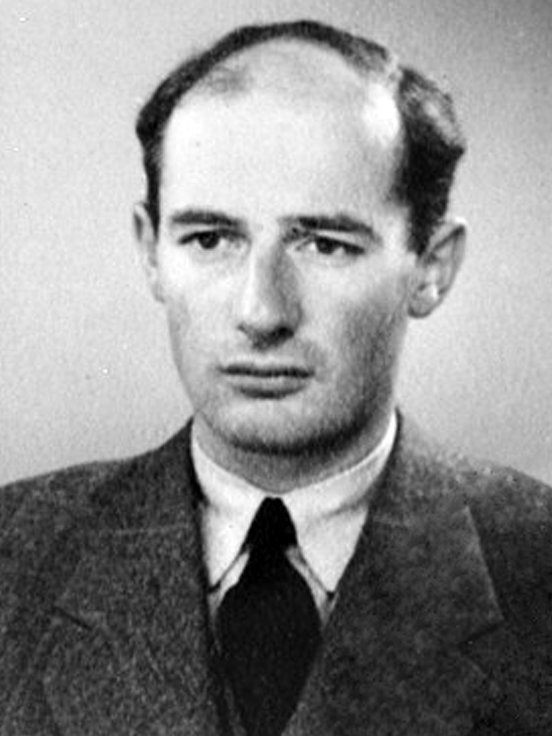
Raoul Wallenberg

- Raoul Bortoletto, calciatore italiano
- Raoul Bova, attore italiano
- Raoul Casadei, musicista e compositore italiano
- Raoul Dufy, pittore francese
- Raoul Follereau, giornalista, filantropo e poeta francese
- Raoul Grassilli, attore italiano
- Raoul Rigault, rivoluzionario francese
- Raoul Vaneigem, scrittore e giornalista belga
- Raoul Wallenberg, diplomatico e filantropo svedese
- Raoul Walsh, regista, attore e sceneggiatore statunitense

### Altre varianti
- Radulfo di Caen, storico francese
- Raulo Costanzo Falletti, arcivescovo cattolico italiano
- Raül López, cestista spagnolo

## Il nome nelle arti
- Raoul è un personaggio della serie manga e anime Ken il guerriero.
- Raoul è uno dei vampiri boss nel videogioco arcade Vampire Night.
- Raul è un personaggio presente nel videogioco The Legend of Zelda: Tears of the Kingdom.